# Frontera entre Eritrea y Etiopía
La frontera entre Eritrea y Etiopía separaba en principio a Etiopía de la colonia italiana de Eritrea entre 1896 y 1936. De 1936 a 1941, esto fue una frontera interna de la África Oriental Italiana. Hasta 1952, separaba a Etiopía de la Eritrea bajo administración británica. A partir de 1952, fue una frontera administrativa del Imperio etíope y después de la República de Etiopía (a marchar de 1973). Desde la independencia de Eritrea, el 24 de mayo de 1993, separa ambos países.

## Historia

### Creación

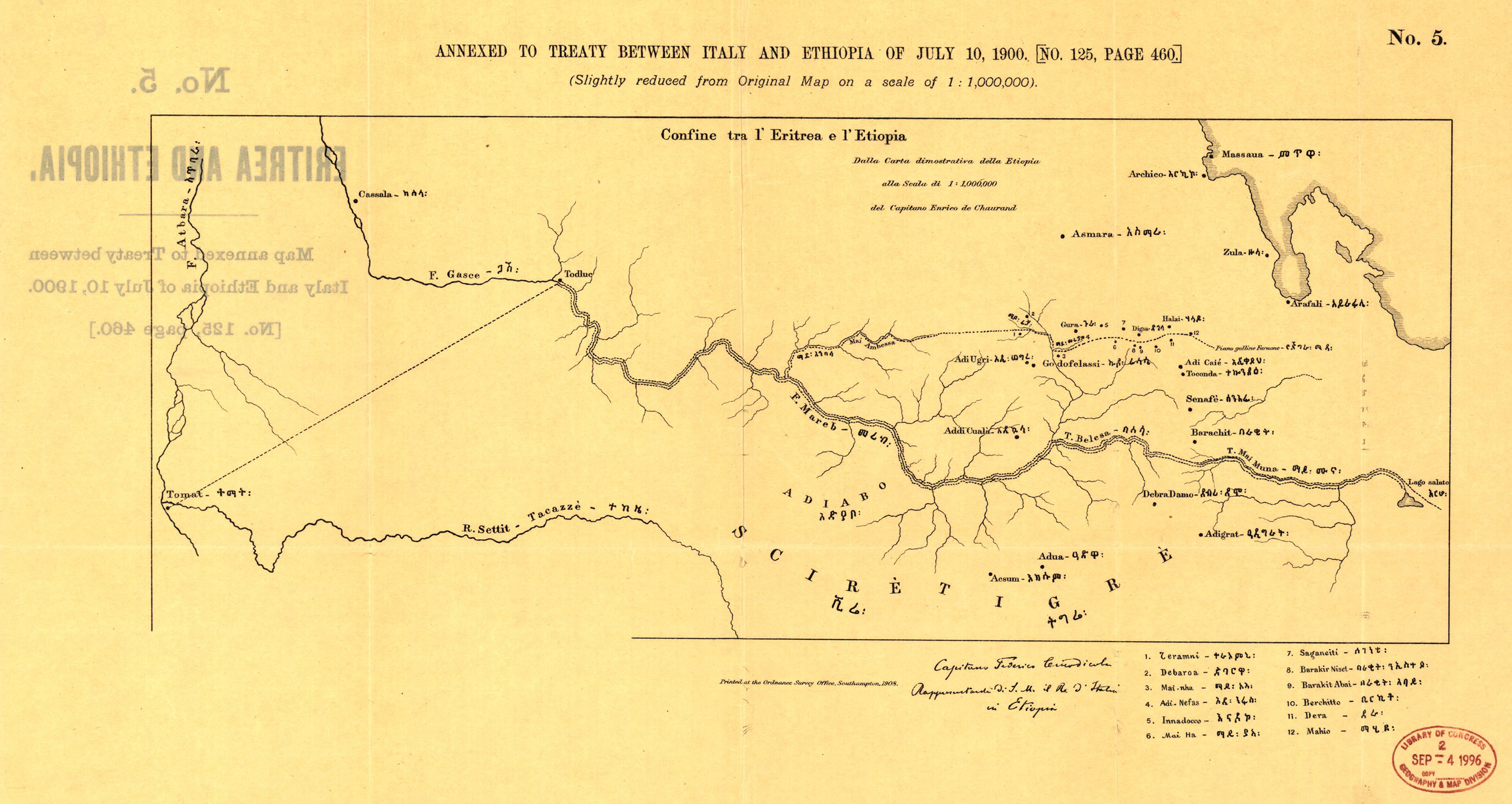
Trazado de la frontera entre Etiopía y la Eritrea italiana como consecuencia del tratado de Adís Abeba (1900).

Después de la derrota italiana en Adua, Etiopía renunció a un acceso al mar, e Italia a la conquista de Abisinia. Ambos países emprendieron entonces difíciles negociaciones fronterizas. Después de un primer acuerdo formal en 1897 (línea Tomat-Todluc-Mareb-Mayo Ambessa-Saganeiti), concluyeron el 10 de junio de 1900 con un acuerdo sobre la parte norte del trazado, fijado sobre la línea Tomat-Todluc-Mereb-Belesa-Muna. Consagró el retroceso etíope y la debilidad de este país que no pudo conservar el conjunto de los altos y mesetas. Este acuerdo fue publicado en febrero de 1902.
Después de un tratado de comercio en julio de 1906, Italia y Etiopía determinaron su frontera meridional en marzo de 1908, definida como una «línea [...] hacia el sudeste, paralelamente a la costa y a una distancia de 60 km de ésta, hasta que alcance la frontera de la posesión francesa de Somalia» (artículo 1.º). En 1901, Francia e Italia habían definido la extremidad occidental de su frontera común en Dadda’to, a 60 kilómetros del punto litoral de Doumera. Este mismo punto está considerado como extremidad meridional en el acuerdo de 1908, al menos para los Italianos.
Tal como fuere, ninguno de estos trazados fue objeto de una demarcación sobre el terreno.

### Evolución
Después de la conquista de Etiopía por Italia en 1936, esta frontera resultó un límite interno de la África oriental italiana. La provincia eritrea fue agrandada, comprendiendo una gran parte  del Awsa y del Tigray.
La derrota de los ejércitos italianos en 1941 inició la reconstitución de los espacios anteriores. Etiopía recobró su independencia; Eritrea quedó bajo administración del Reino Unido hasta 1952.
En 1952, los Naciones Unidas decidieron formar una federación entre Etiopía y Eritrea, la frontera separaba entonces ambos Estados federados. En 1961, Eritrea fue anexada y se convirtió en una simple provincia etíope. Muy rápidamente, se generaron movimientos armados eritreos que comenzaron una guerra de independencia de 30 años.
Después del final de la guerra en 1991, Eritrea accedió a su independencia en 1993. Este límite se transformó entonces en una frontera internacional.
En 1998 estalló una guerra por el trazado de la frontera. Ambos países reivindicaron sectores ubicados sobre todo en torno a Badme, Tsorona-Zalambessa y Bure. Los combates produjeron aproximadamente 100 000 muertes. La guerra cesó en el año 2000 con los Acuerdos de Argel, que no pusieron fin a las tensiones y quedó disputado el trazado de la frontera. Una comisión de la Corte Internacional de Justicia de La Haya emitió un arbitraje en 2003, pero fue rechazado por los etíopes pues perderían Badme.